# Resistencia SC
Der Resistencia Sport Club, meist nur kurz Resistencia genannt, ist ein Fußballverein aus der paraguayischen Hauptstadt Asunción. Der Verein wurde am 27. Dezember 1917 gegründet und spielt seit 2022 wieder in der Primera División, der höchsten Liga des Landes. Die Heimspiele trägt der Verein im Estadio Tomás Beggan Correa aus.

## Erfolge
Zweitliga-Meister: 1966, 1975, 1980, 1998